# Zoja Parfionowa
Zoja Iwanowna Parfionowa (Akimowa) (ros. Зоя Ивановна Парфёнова (Акимова), ur. 21 czerwca 1920 w Ałatyrze, zm. 7 kwietnia 1993 w Moskwie) – radziecka lotniczka wojskowa, Bohater Związku Radzieckiego 1945).

## Życiorys
Urodziła się w rodzinie robotniczej. Skończyła 7 klas, szkołę pielęgniarek i aeroklub, w którym później pracowała jako instruktorka. Od października 1941 służyła w Armii Czerwonej, w 1942 ukończyła kursy przy wojskowej szkole lotniczej w mieście Engels i od maja 1942 walczyła na froncie wojny z Niemcami, w 1943 została przyjęta do partii komunistycznej. W stopniu starszego porucznika była zastępcą dowódcy eskadry 46 Tamańskiego Pułku Nocnego Lotnictwa Bombowego Gwardii znanego jako nocne wiedźmy, wchodzącego w skład 325 Nocnej Bombowej Dywizji Lotniczej 4 Armii Powietrznej 2 Frontu Białoruskiego. Do lutego 1945 wykonała 739 lotów bojowych, bombardując m.in. magazyny wojskowe, technikę i siłę żywą wroga. Po zakończeniu działań wojennych zwolniono ją do rezerwy, pracowała potem w Riazaniu jako administratorka kinoteatru, była też członkiem Radzieckiego Komitetu Weteranów Wojennych.

## Odznaczenia
- Złota Gwiazda Bohatera Związku Radzieckiego (18 sierpnia 1945)
- Order Lenina
- Order Czerwonego Sztandaru (dwukrotnie)
- Order Wojny Ojczyźnianej I klasy (dwukrotnie)
- Order Czerwonej Gwiazdy
- Medal „Za zwycięstwo nad Niemcami w Wielkiej Wojnie Ojczyźnianej 1941–1945”
- Medal „Za obronę Kaukazu”
- Medal „Za wyzwolenie Warszawy”
- Medal „Weteran pracy”